# Muckross House
 (juillet 2023).
Si vous disposez d'ouvrages ou d'articles de référence ou si vous connaissez des sites web de qualité traitant du thème abordé ici, merci de compléter l'article en donnant les références utiles à sa vérifiabilité et en les liant à la section « Notes et références ».
Muckross House (en irlandais : Theach Mhucrois) est une propriété qui se situe dans le Parc national de Killarney, à 6 km de la ville de Killarney dans la comté de Kerry en Irlande.

## Présentation
Le manoir conçu par l'architecte écossais William Burn est construit en 1843 pour le compte de Henry Arthur Herbert, député du comté de Kerry au Parlement du Royaume-Uni et de sa femme, l'aquarelliste Mary Balfour Herbert (en). Le site retenu est celui de la petite péninsule de Muckross, entre le lac Muckross et celui de Lough Leane.
De style Tudor, il se compose de 65 pièces. De gros travaux d'aménagement sont entrepris dès les années 1850 pour préparer la visite de la reine Victoria en 1861, les Herbert espérant tirer du séjour de la souveraine quelques avantages. Mais les dépenses aggravent les difficultés financières de la famille, qui doit vendre la propriété.
Le manoir est aujourd'hui cogéré en centre touristique par Dύchas The Heritage Service et la société Trustees of Muckross House (Killaney) Ltd. Des visites guidées sont proposées, les écuries ont quant à elles été reconverties en restaurant et magasin de souvenirs.

## Les jardins
L'arboretum et les fermes traditionnelles sont également ouverts au public. Les jardins sont particulièrement réputés pour leur collection de rhododendrons, d'hybrides et d'azalées. Ils se partagent entre jardin en bassins et jardin japonais, sur un affleurement naturel de pierres à chaux. L'arboretum compte de nombreux arbres exotiques et tempérés.
Les vaches paissant dans les prairies du domaine sont de la race du Kerry et représentaient jadis l'élevage principal d'Irlande.

## Naissance du Parc national
Le domaine du parc national de Killarney (en irlandais : Páirc náisiúnta Cill Airne) est formé à partir de terres de la propriété de Muckross, transmises à l'État en 1932 sous forme de donation par le sénateur Arthur Vincent et ses beaux-parents, M et Mme William Bowers Bourn, en souvenir de leur épouse et fille décédée, Maud. Le parc a ensuite accru son domaine par acquisition de terrains de l'ancien Earl de Kenmare.

## Galerie

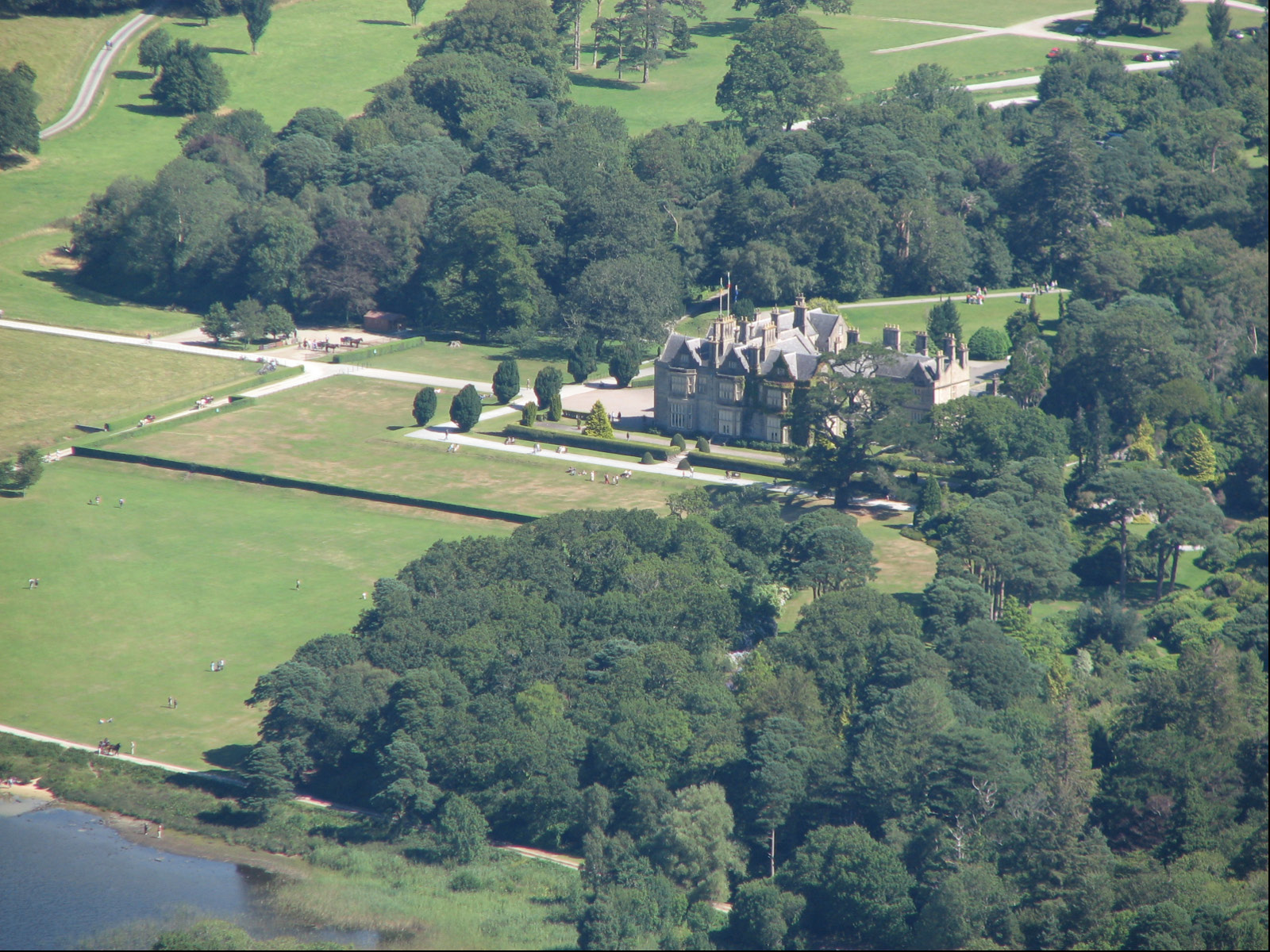
Vue aérienne de Muckross House
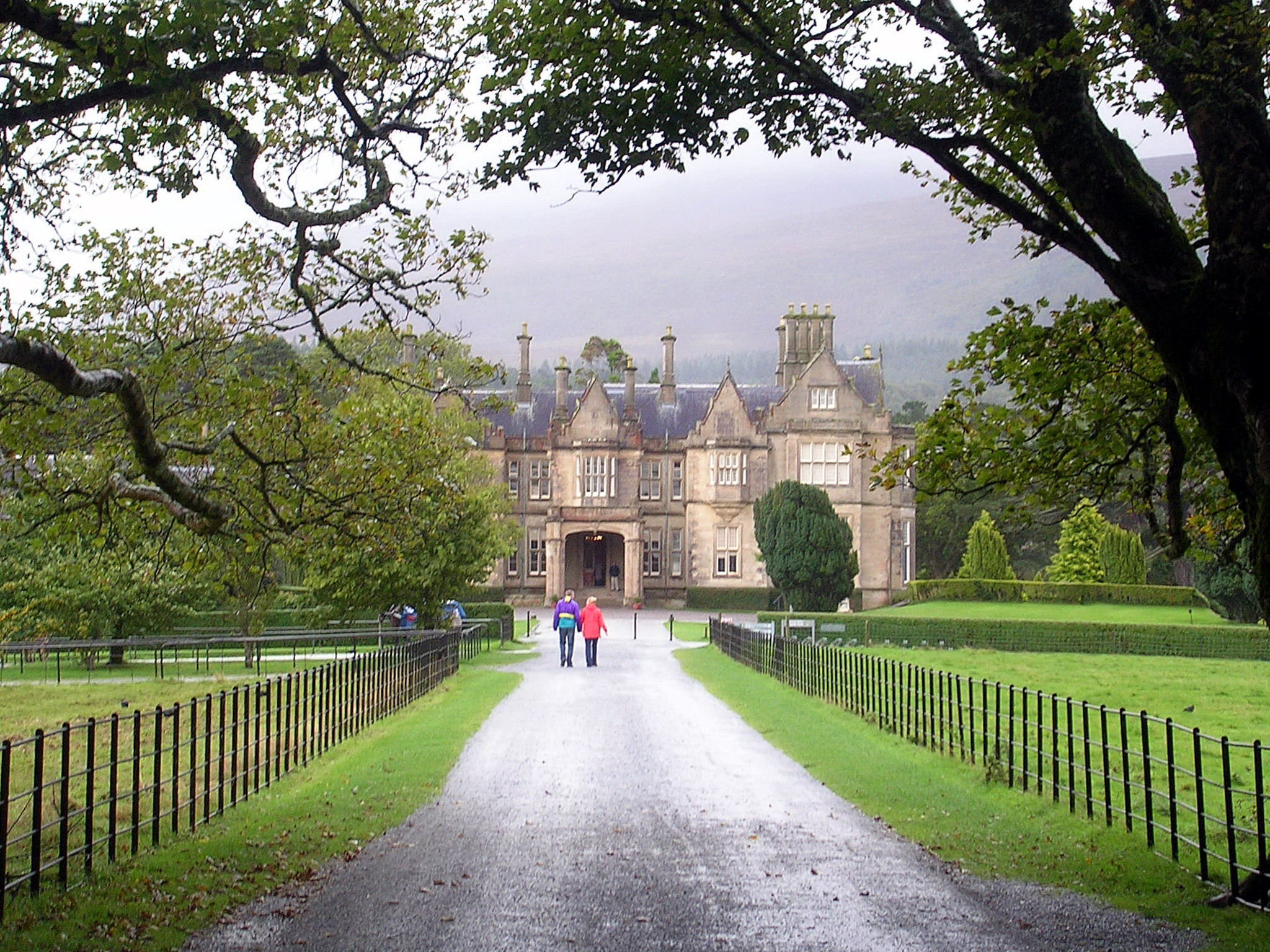
Approchant Muckross House
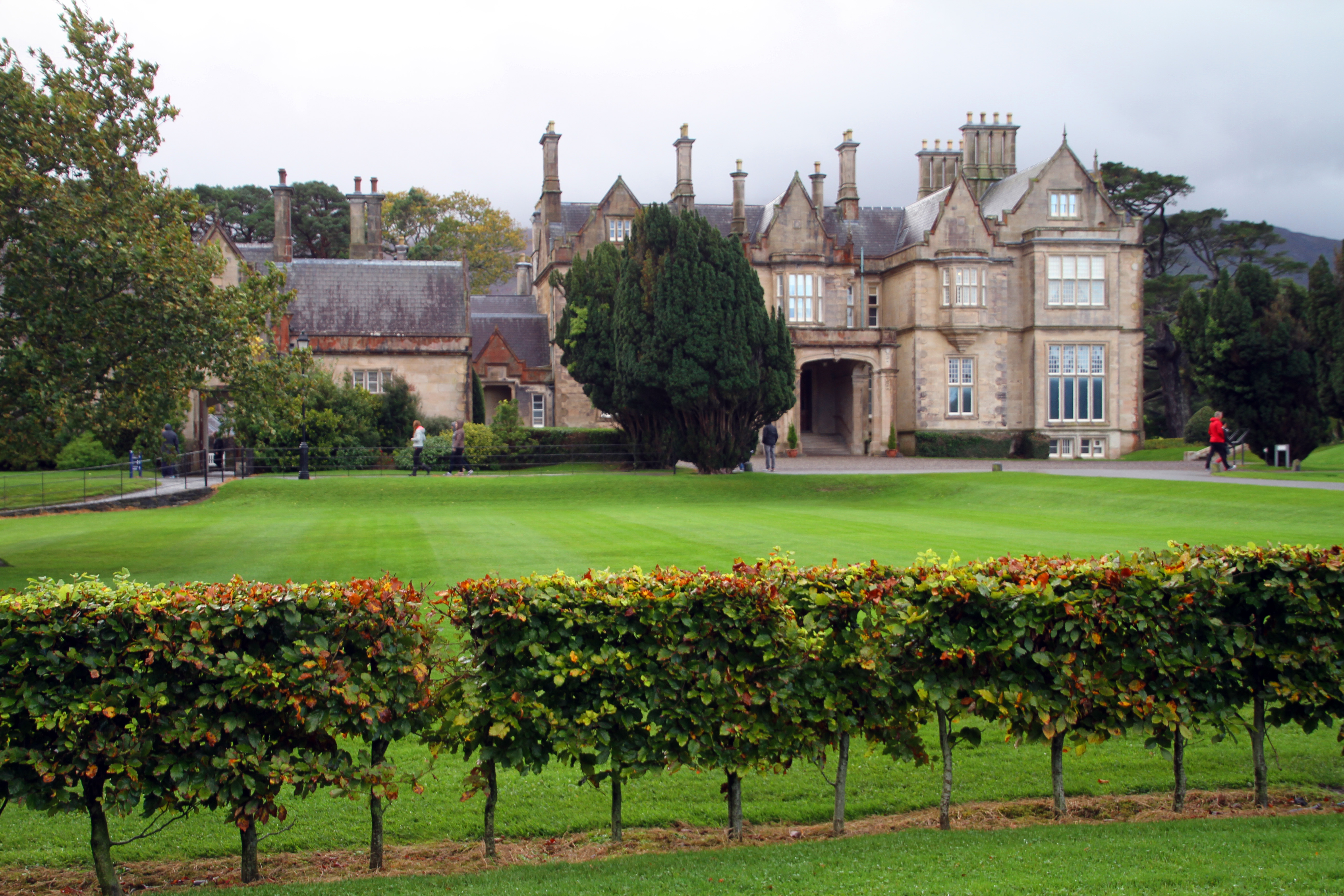
Façade de Muckross House
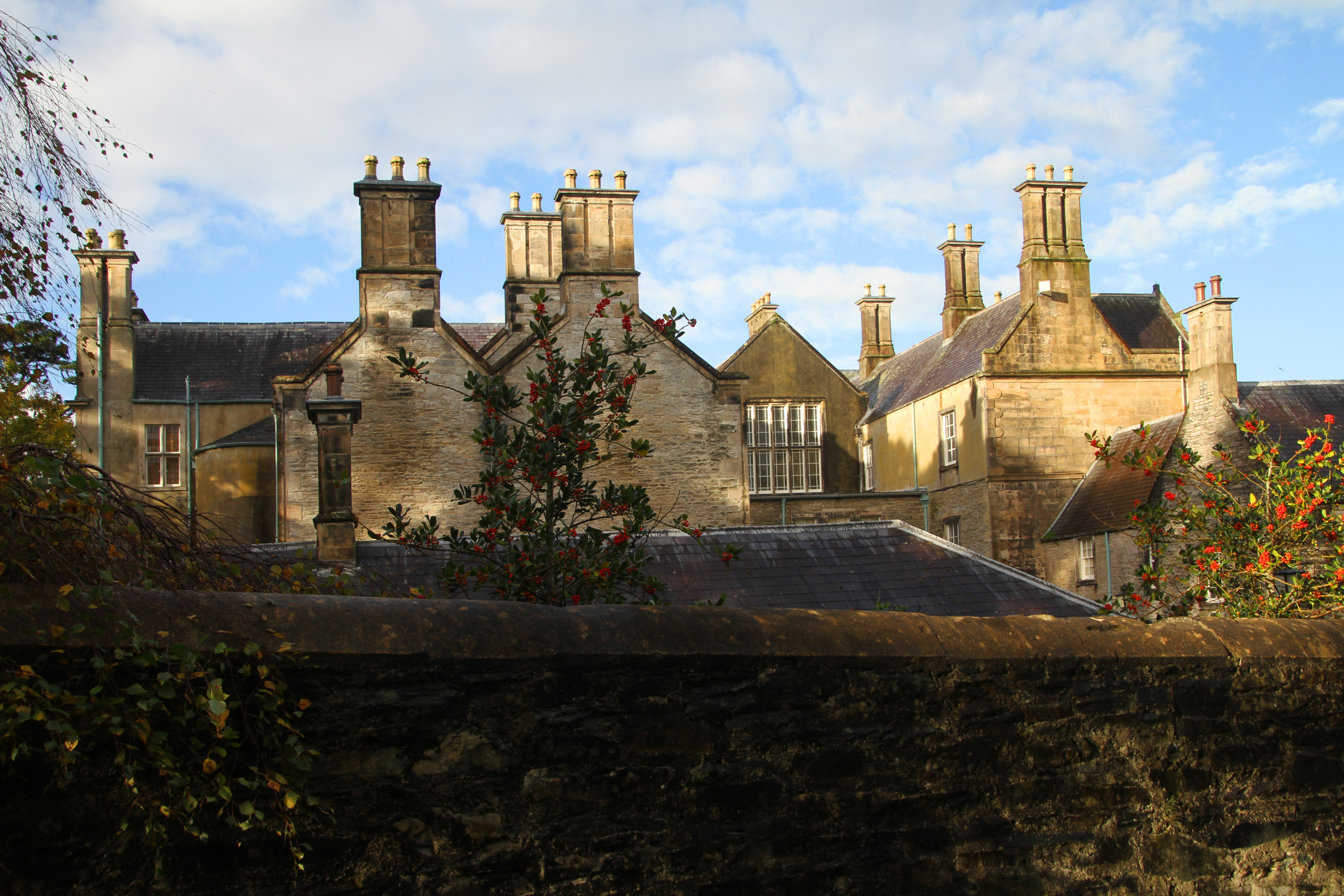
Cheminées de Muckross
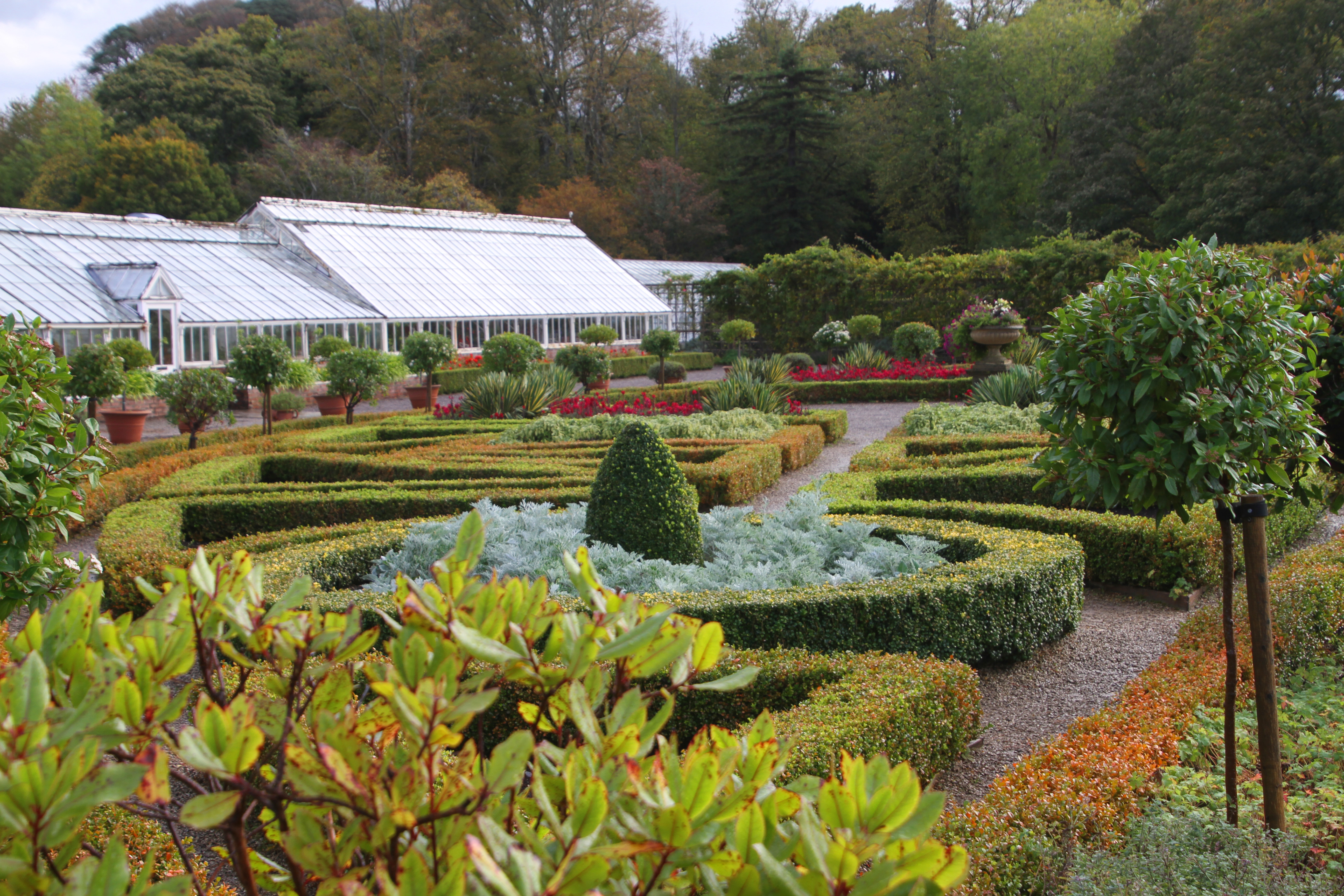
Jardins de Muckross